# 夏時正
夏時正（1412年—1499年），字季爵，浙江承宣布政使司宁波府慈溪县汶溪(今属镇海区)人，少随父居杭州府仁和縣（今浙江省杭州市）。明朝政治人物。

## 生平
正統十年（1445年），夏時正舉進士，除刑部主事。天順初年，升任大理寺丞，陞南京大理寺少卿。成化五年（1469年），陞大理寺卿。次年春巡視江西。乞休歸，就住民舍，布政使張瓚為其築西湖書院安置。時正家居三十年，年近九十而卒。